# Бутаиб, Халид
Хали́д Бутаи́б (фр. Khalid Boutaïb, араб. خالد بوطيب, род. 24 апреля 1987, Баньоль-сюр-Сез, Франция) — французский и марокканский футболист, нападающий клуба «По». Выступал за сборную Марокко.

## Клубная карьера
До двадцати шести лет Халид выступал исключительно на любительском уровне за команды «Баньольс-Понт» и «Юзес». В 2013 году он присоединился к клубу третьей французской лиги, «Люзнаку». Он внёс весомый вклад в подъём своей команды во вторую лигу. Следующей командой Халида стал «Газелек», в составе которого он смог пробиться в высший французский дивизион. Его дебют в Лиге 1 состоялся 8 августа 2015 года в матче против клуба «Труа». По итогам сезона 2015/16 «Газелек» покинул элиту, а Халид перешёл в «Страсбур», которому также помог подняться в класс сильнейших. В 2017 году состоялся переход Халида в турецкий «Ени Малатьяспор».

## Карьера в сборной
Дебют Халида за национальную сборную Марокко состоялся 26 марта 2016 года в матче против сборной Кабо-Верде.

### Голы за сборную
| №  | Дата            | Место                                | Соперник | Счёт | Результат | Турнир                   |
| -- | --------------- | ------------------------------------ | -------- | ---- | --------- | ------------------------ |
| 1. | 15 ноября 2016  | Марракеш, Mарркаеш, Маркко           | Того     | 1–1  | 2–1       | Товарищеский матч        |
| 2. | 15 ноября 2016  | Марракеш, Mарркаеш, Маркко           | Того     | 2–1  | 2–1       | Товарищеский матч        |
| 3. | 1 сентября 2017 | Принц Мулай Абдалла, Рабат, Марокко  | Мали     | 2–0  | 6–0       | Квалификация на ЧМ 2018  |
| 4. | 7 октября 2017  | Мохамед V, Касабланка, Марокко       | Габон    | 1–0  | 3–0       | Квалификация на ЧМ 2018  |
| 5. | 7 октября 2017  | Мохамед V, Касабланка, Марокко       | Габон    | 2–0  | 3–0       | Квалификация на ЧМ 2018  |
| 6. | 7 октября 2017  | Мохамед V, Касабланка, Марокко       | Габон    | 3–0  | 3–0       | Квалификация на ЧМ 2018  |
| 7. | 23 марта 2018   | Олимпийский стадион, Турин, Италия   | Сербия   | 2–1  | 2–1       | Товарищеский матч        |
| 8. | 25 июня 2018    | Калининград, Калининград, Россия     | Испания  | 0-1  | 2–2       | ЧМ 2018                  |
| 9. | 16 октября 2018 | Саид Мохамед Шейх, Мицамиули, Коморы | Коморы   | 1–1  | 2–2       | Квалификация на КАН 2019 |

## Достижения

### «Замалек»
- Обладатель Кубка Египта: 2018/19
- Обладатель Кубка Конфедерации КАФ: 2018/19